# 敬酒

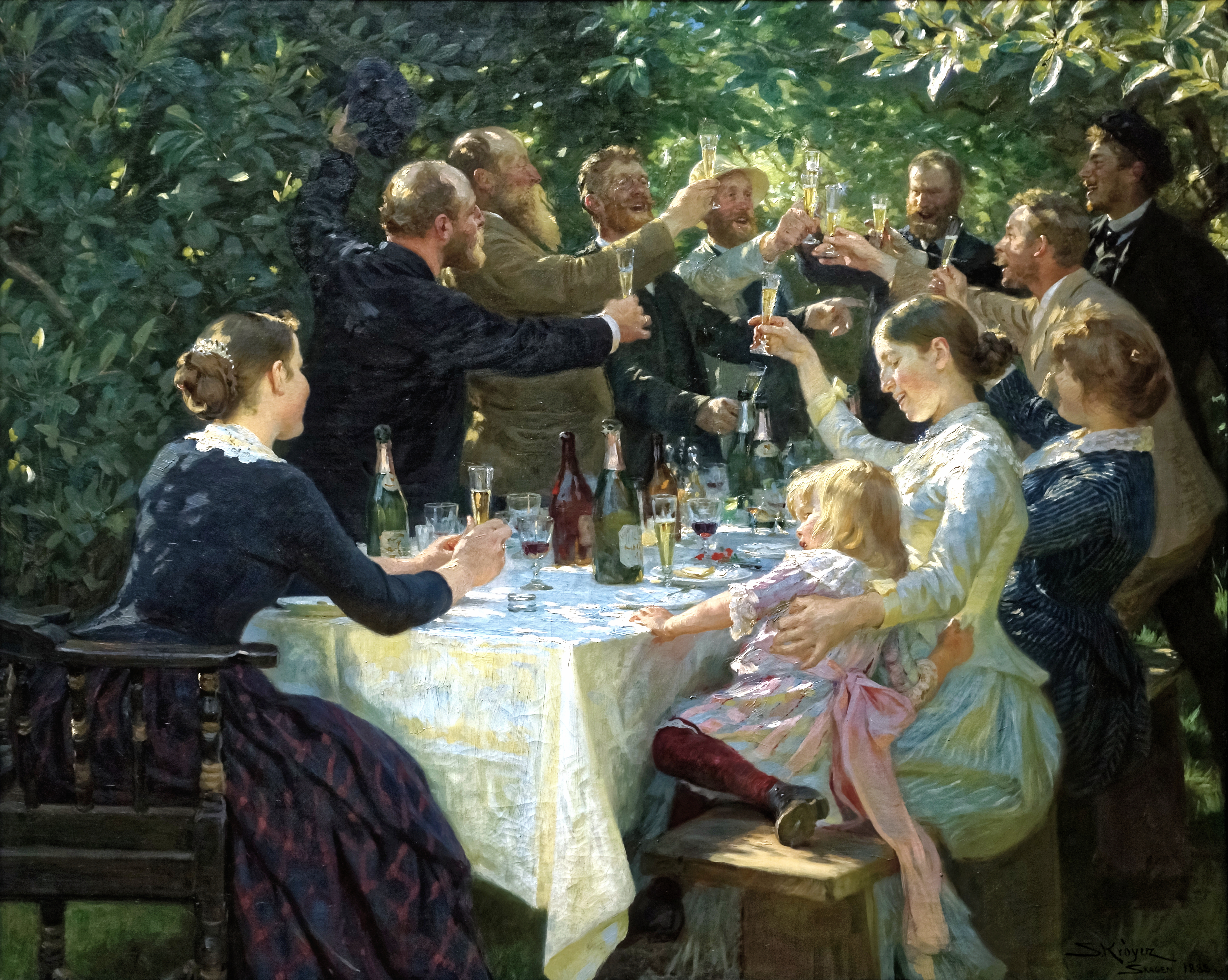
克羅耶於1888年的油畫作品《嘿，嘿，好耶！》（Hip, Hip, Hurra!），描繪自己和數位畫家在斯卡恩一場聚會上敬酒的情景

敬酒（英語：Toast）又名祝酒，是宴會上的一種儀式，由主人向客人敬酒叫酬，客人要回敬主人叫酢，有時敬酒時還有說上幾句敬酒吉祥話。客人之間相互敬酒叫旅酬。有時還要依次向人敬酒，即行酒，有些地方又稱為「打通關」。
中國傳統禮儀上敬酒時，敬酒的人和被敬酒的人都要「避席」，起立，普通敬酒以三杯為度。有些民族要求把酒喝光才符合禮儀。

## 西方文化
西方習慣一般只在開始吃飯前敬酒一次，會在敬酒時碰杯，同時依當地語言說一個專用的詞彙（如英語cheers、德語prost、西語salud）或特定的願望（例如健康、幸運、或某件事順利達成）。在正式宴會中則會由一人敲杯子請所有賓客注意後，對宴會的主角發表祝賀敬酒，其他人也一起聽祝賀詞，並在祝賀結束後一起喝酒，但無法碰杯，只會舉杯致意。在宴會中敬酒的人以及發表的賀詞常常會事先準備好、內容可能是長達數分鐘的演講。
在德國，依杯子類型的不同會碰不同的部位，並且碰杯時必須看著對方的眼睛；如果沒有看著對方的眼睛，德國人認為這會造成接下來七年的性愛不圓滿。

## 東亞文化

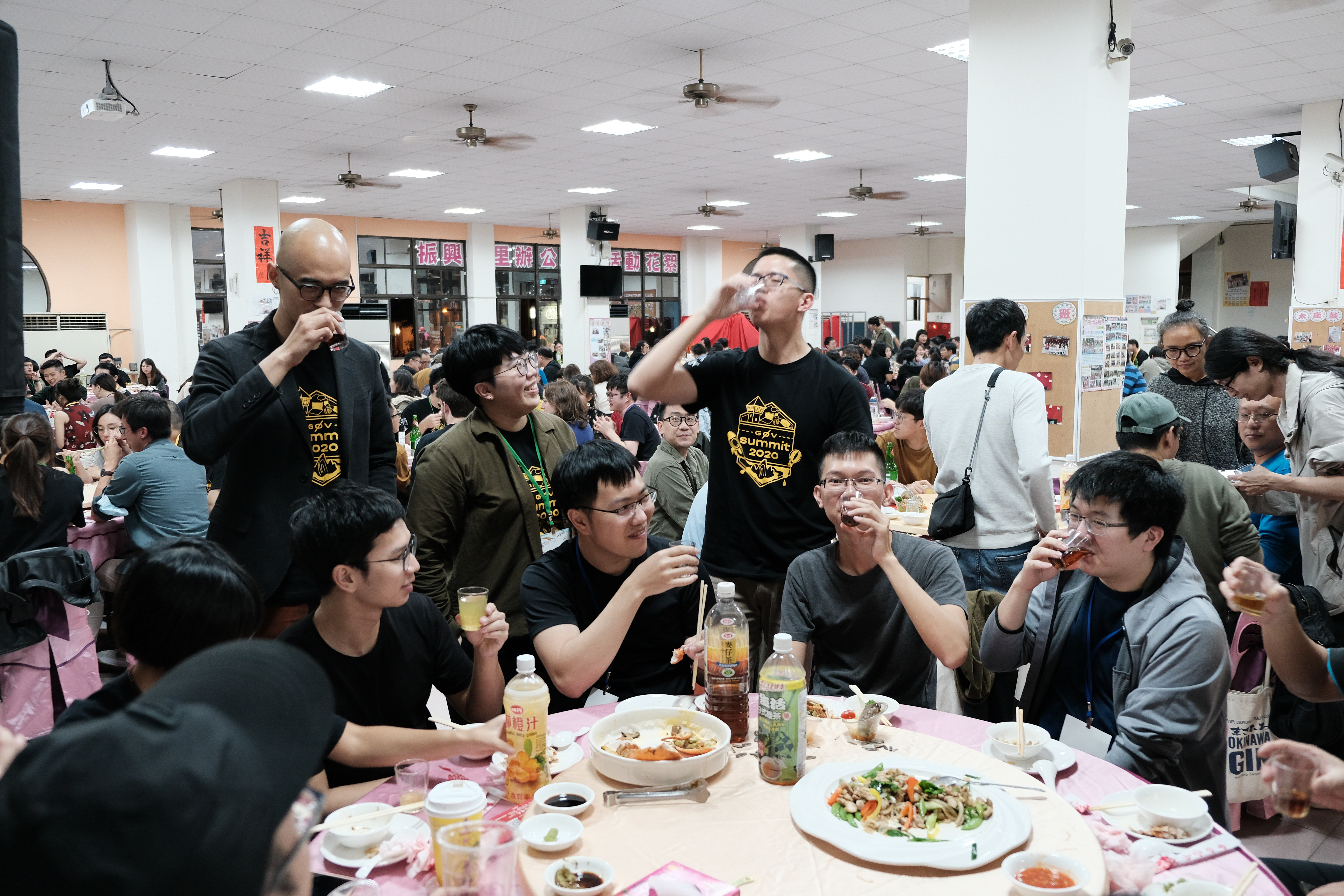
台湾辦桌席间的敬酒

東亞文化常會在席間重複敬酒，一般來說被敬酒的人不能拒絕，否則是不給面子。有些地方會要求杯子一定要碰到，真的碰不到則以碰桌子代替。在敬酒時通常會說「乾杯」，有時會如字面意義要求把杯中的酒喝完。有些人在喝了酒之後會再次舉杯向對方致意、或是將杯底展示給對方看證明確實有喝完。

### 危害
因為會重複進行且不能拒絕，東亞的敬酒容易造成飲酒過量，增加酒駕及酗酒人數、過度飲酒也會讓人失去自我保護能力，一些人的飲酒量也是因為敬酒文化而增加、危害健康；「以茶代酒」及「以水代酒」可以避免敬酒文化的危害。